# 레이 샤키
레이 샤키(Ray Sharkey, 1952년 11월 14일 ~ 1993년 6월 11일)는 미국의 배우이다.
브루클린에서 태어났으며 브루클린에서 사망하였다. 뉴욕주에 매장되었다.

## 영화
- 사고뭉치 형사 (1993년)
- 케이지드 피어 (1992년)
- 크롬 솔저 (1992년)
- 금지된 사랑 (1992, Zebrahead)
- FBI 기동 타격대 4 (1992년)
- 천국으로의 왕복 여행 (1992년)
- 리렌트리스 2 - FBI의 음모 (1991년)
- 분노의 추적 (1990년) - 잭 윌콕스 역
- 죽음의 협상 (1990년)
- 비의 광시곡 (1990년)
- 블루스 브라더스 2 (1989년)
- 상류 사회 (1989년)
- 네온의 왕국 (1989년)
- 암호를 해독하라 (1987년)
- 와이즈가이 (1987년)
- 와이즈 가이스 (1986년)
- 노 머시 (1986년)
- 보디 록 (1984년)
- 사랑과 돈 (1982년)
- 고독한 영웅 (1981년)
- 아이돌메이커 (1980년)
- 윌리와 필 (1980년)
- 방황의 도시 (1980년) - 아이라 역
- 챔피언 (1978년)
- 누가 이 비를 멈추랴 (1978년)
- 핫 투마로우 (1977년) - 루이스 역
- 스턴트맨의 분노 (1977년)
- 도시의 밤 (1976년)